# Тимиркаев, Анатолий Тимиршинович
Анато́лий Тимирши́нович Тимирка́ев (2 января 1952, Сазово, Калтасинский район, Башкирская АССР) — марийский советский и российский поэт, переводчик, журналист, редактор, член Союза писателей СССР и Союза журналистов СССР. Главный редактор журнала «Ончыко» (1988—2016). Член правления Союза писателей Республики Марий Эл (с 1988). Народный поэт Республики Марий Эл (2012). Заслуженный работник культуры Республики Марий Эл (1997). Лауреат Государственной премии Республики Марий Эл имени С. Чавайна (1999) и Премии Марийского комсомола имени Олыка Ипая (1984).

## Биография
Родился 2 января 1952 года в деревне Сазово Калтасинского района Башкортостана в крестьянской семье.
После окончания Краснохолмской средней школы в 1969 году поступил в техническое училище № 47 г. Нефтекамска, где получил специальность оператора по добыче нефти и газа.
Но в 1970 году поступил на историко-филологический факультет Марийского государственного педагогического института имени Н. К. Крупской в г. Йошкар-Оле. Здесь активно занимался общественной работой: избирался членом комсомольского бюро факультета, был старостой литературного кружка института, участвовал в студенческих литературных фестивалях Поволжья. Окончил этот институт в 1975 году.
В сентябре 1975 года стал редактором Марийского книжного издательства.
В 1976—1977 годах служил в рядах Советской армии.
По возвращении домой с 1977 года — редактор по выпуску учебно-методической, художественной и детской литературы, старший редактор Марийского книжного издательства.
В 1988—2016 годах — главный редактор журнала «Ончыко».
В настоящее время живёт в г. Йошкар-Оле.

## Литературное творчество
Еще учеником 8 класса Киебаковской 8-илетней школы в августе 1965 года опубликовал первое стихотворение «Кеҥежым кастене» («Летним вечером») в районной газете «Заря». Дважды был лауреатом конкурсов детской газеты «Ямде лий».
Выпустил в свет 7 книг на марийском и 2 — на русском языках. Высокую оценку первым сборникам «Шошо пӧлек» («Подарок весны») и «Ӱмыр шырка» («Цветы жизни») дали М. Казаков, А. Васинкин, А. Хузангай, С. Манаева и др. В 2022 году к 70-летию поэта вышел в свет сборник «О песня ты моя восточномарийская!».
Основная тематика творчества — красота родной природы, духовный мир современного человека.
Стихи А. Тимиркаева печатались в центральных периодических изданиях и сборниках и переводились на русский, украинский, татарский, чувашский, удмуртский и мордовский языки. Переводил на родной язык произведения русских, белорусских, украинских, татарских, чувашских, башкирских (М. Карима, С. Юлаева), удмуртских, мордовских, манси, бурятских, чеченских прозаиков и поэтов. В 1999 году впервые перевёл и издал в журнале «Ончыко» роман в стихах А. С. Пушкина «Евгений Онегин».
Им также переведены роман горномарийского писателя Н. Игнатьева «Туан сӓндӓлӹк» («Родная страна»), повесть «Тошты кода» («Старое умирает»), отрывок из чувашского эпоса «Улып».
Был участником зонального совещания молодых писателей Урала и Западной Сибири (Пермь, 1976), VIII Всесоюзного совещания молодых писателей (Москва, 1979), делегатом нескольких Международных конгрессов финно-угорских писателей, съезда Союза писателей РСФСР.
В 1979 году вступил в Союза журналистов СССР, а в 1985 году принят в Союз писателей СССР. С 1988 года — член правления Союза писателей Республики Марий Эл.
В 1992—1997 годах был членом Общественной палаты при Президенте Республики Марий Эл В. М. Зотине и членом Комиссии по государственным языкам Республики Марий Эл при Президенте РМЭ.
Пишет под псевдонимами А. Миркаев, Т. Анатольев, Тими Тим, Тим Толин.

## Признание
- Народный поэт Республики Марий Эл (2012)[1]
- Заслуженный работник культуры Республики Марий Эл (1997)[4]
- Медаль «Ветеран труда»[9]
- Государственная премия Республики Марий Эл имени С. Чавайна (1999) — за перевод на марийский язык романа А. Пушкина «Евгений Онегин»[4]
- Премия Марийского комсомола имени Олыка Ипая (1984) — за сборник стихов «Родные звёзды»[4]
- Почётная грамота Республики Марий Эл (1994)[4]
- Почётная грамота Государственного Собрания Республики Марий Эл (2006, 2012)[9][11]

## Основные произведения
Основные произведения А. Тимиркаева на марийском и русский язык:

### На марийском языке
- Шошо пӧлек: почеламут-влак [Подарок весны: стихи]. Йошкар-Ола, 1978. 48 с.
- Ӱмыр шырка: почеламут-влак [Цветы жизни: стихи|. Йошкар-Ола, 1981. 72 с.
- Шун шӱшпык: почеламут, баллада, поэма [Глиняный соловей: стихи, баллада, поэмы]. Йошкар-Ола, 1988. 144 с.
- Лумтӱрчача: почеламут, поэма-влак [Подснежники: стихи и поэмы]. Йошкар-Ола, 1995. 144 с.
- Аваэл: почеламут, поэме, кусарыме сылнымут [Родина: стихи, поэма, переводы]. Йошкар-Ола, 2003. 128 с.
- Нӓл подаркам йӹлерӓк: лыдышвлӓ : [0+] / Анатолий Тимиркаев; [алык марла гӹц Виталий Петухов сӓрен]. Йошкар-Ола: Мары книгӓ изд-во, 2016. 20 с.: цв. ил.; 24 см.; ISBN 978-5-7590-1143-9

### В переводе на русский язык
- Родные звёзды: стихи / пер. С. Каширина. Йошкар-Ола, 1984. 96 с.
- Стихи / пер. С. Каширина // Середина земли родной. М., 1987. С. 326—332.
- Огниво: стихи, баллады, поэмы / пер. С. Каширина. Йошкар-Ола, 1991. 192 с.
- Что такое? Кто такой?: стихи для детей / Анатолий Тимиркаев; [ред. Н. В. Лихачева]; [перевод с марийского]. Йошкар-Ола, 2019. 20 с.
- О ты песня моя восточномарийская!: стихи, поэмы, статьи, рецензии, отзывы, письма, библиографический очерк. О тый мыйын эрвелмарий муро!: почеламут, поэме, статья, рецензий, аклыммут, серыш, библиографический очерк. Йошкар-Ола: Издательский дом «Марийское книжное издательство», 2021. 494 с. ISBN 978-5-7590-1319-8